# Alfa (Cameroun)

Alfa ou Alpha est un village du Cameroun situé dans le département de Mayo Rey et la Région du Nord. Le village fait partie de l'arrondissement de Rey-Bouba. Le village se situe au bord du Lac de Lagdo. Il est équipé d'un centre zootechnique pour le soin des animaux sauvages et d'élevage.  